# XENON Dark Matter Project
Koordinaten: 42° 25′ 14″ N, 13° 30′ 59,1″ O
Das XENON Dark Matter Project ist ein Experiment zur Suche nach WIMPs, einer Variante der Dunklen Materie. Das Experiment ist im Gran-Sasso-Untergrundlabor aufgebaut. An XENON sind mehrere Universitäten und Laboratorien weltweit beteiligt. Die wissenschaftliche Kollaboration wird seit 2002 von Elena Aprile (Columbia University) geleitet.

## Funktionsweise

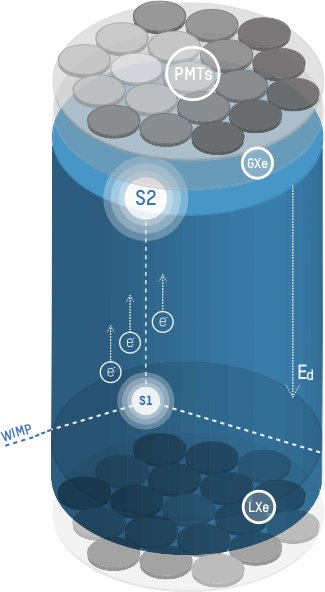
Skizze zur Funktionsweise einer Xenon dual-phase TPC

Der Detektor ist eine Zwei-Phasen-Zeitprojektionskammer (dual phase time projection chamber, TPC) mit flüssigem Xenon (LXe) als Detektormaterial und gasförmigem (GXe) Xenon am oberen Rand des Detektors. Flüssiges Xenon eignet sich besonders gut für die Suche nach WIMPs, weil es sowohl hohe Dichte (3 g/cm3) als auch hohe Ordnungszahl (Z = 54) besitzt. Am oberen und am unteren Rand des Detektors sind Photomultiplier (PMTs) angeordnet. Bei einer Wechselwirkung eines Teilchens mit Xenon entsteht Szintillation und Ionisation. Das prompte Szintillationslicht wird von den PMTs detektiert (primäres Szintillationslicht, S1-Signal). Die freien Ladungen aus der Ionisation driften aufgrund eines elektrischen Feldes zur Oberfläche des flüssigen Xenons. Treten sie in die gasförmige Phase ein, erzeugen sie ebenfalls Szintillationslicht, welches von den PMTs detektiert wird (sekundäres Szintillationslicht, S2-Signal).
Aus der Zeitdifferenz zwischen dem S1- und dem S2-Signal und aus dem Muster, mit der das sekundäre Szintillationslicht auf die oberen PMTs fällt, kann die Position des Wechselwirkungspunktes bestimmt werden. Dadurch lassen sich Events im Zentrum des Detektors auswählen und Hintergrund unterdrücken (der vermehrt am Rand des Detektors auftritt). Das Verhältnis der Größe von S2-Signal und S1-Signal gibt Aufschluss über die Natur des Ereignisses. Da WIMPs elektrisch neutral sind, würden sie vor allem mit einem Xenonkern wechselwirken. Das Verhältnis der Größe von S2-Signal und S1-Signal ist bei diesen Events kleiner, als bei Teilchen, die mit der Elektronenhülle der Xenonatome wechselwirken würden (Gammastrahlung oder Elektronen). Dadurch können Untergrundevents herausgefiltert werden.

## Phasen

### XENON10
In der ersten Phase XENON10 wurden 15 kg flüssiges Xenon verwendet. Der Aufbau von XENON10 wurde im März 2006 begonnen; die ersten Experimente starteten im Oktober 2006. In dieser Phase konnte kein Nachweis für WIMPs erbracht werden; der Wirkungsquerschnitt liegt damit unter 9 × 10−44 cm2 für eine angenommene Teilchenmasse von 30 GeV/c2.

### XENON100

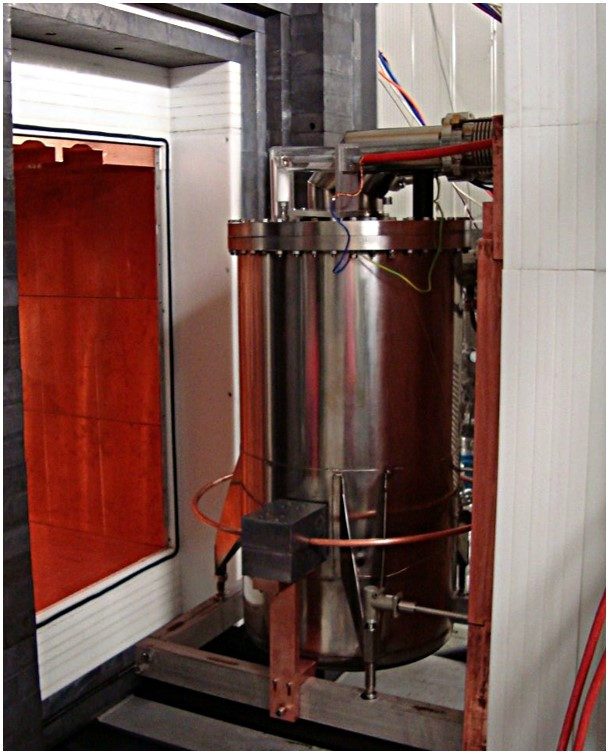
Innerer Kryostat und Abschirmung von XENON100

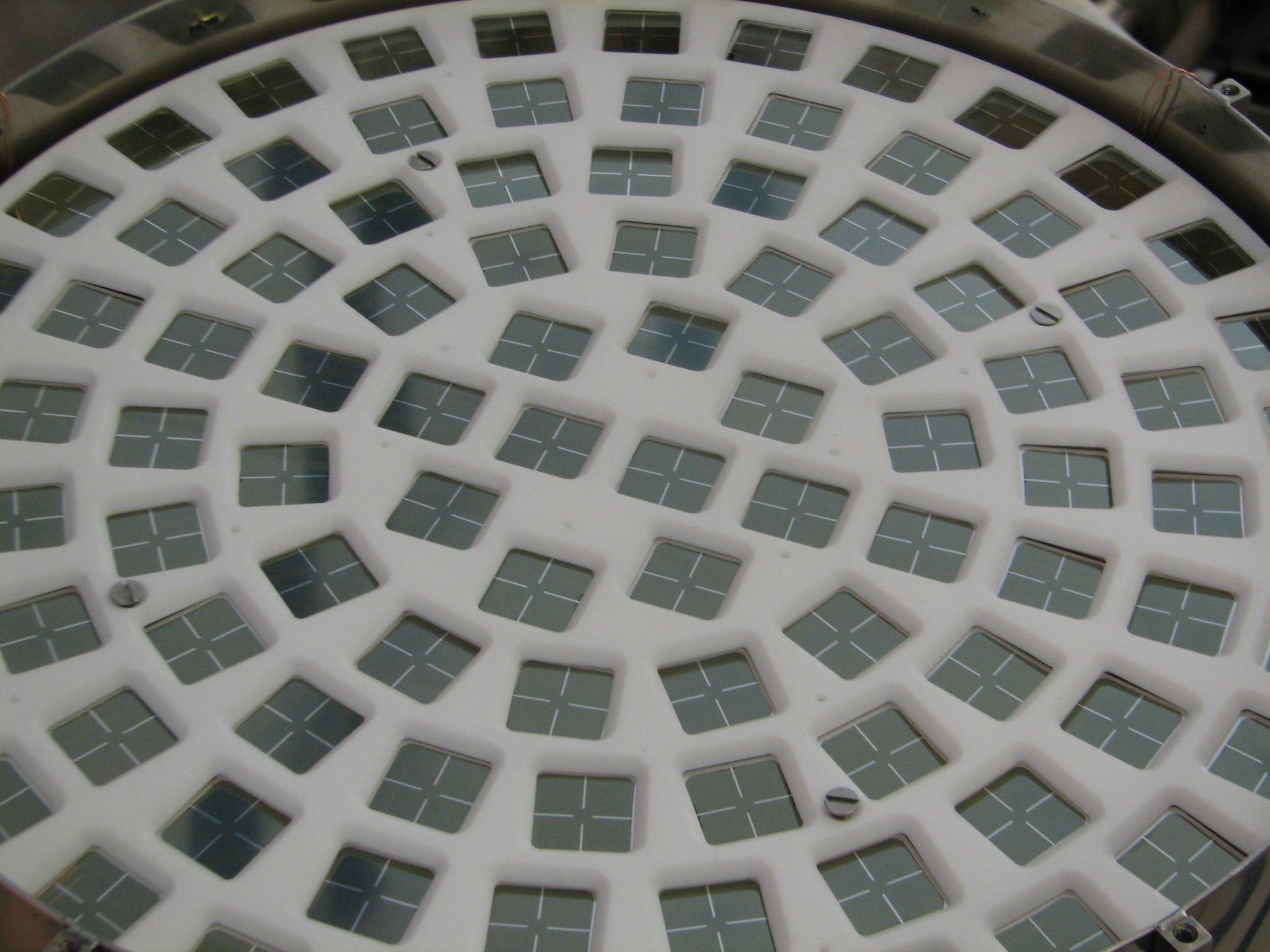
Oberer PMT array von XENON100 mit 98 Hamamatsu R8520-06-A1 PMTs. Die PMTs sind radial angeordnet.

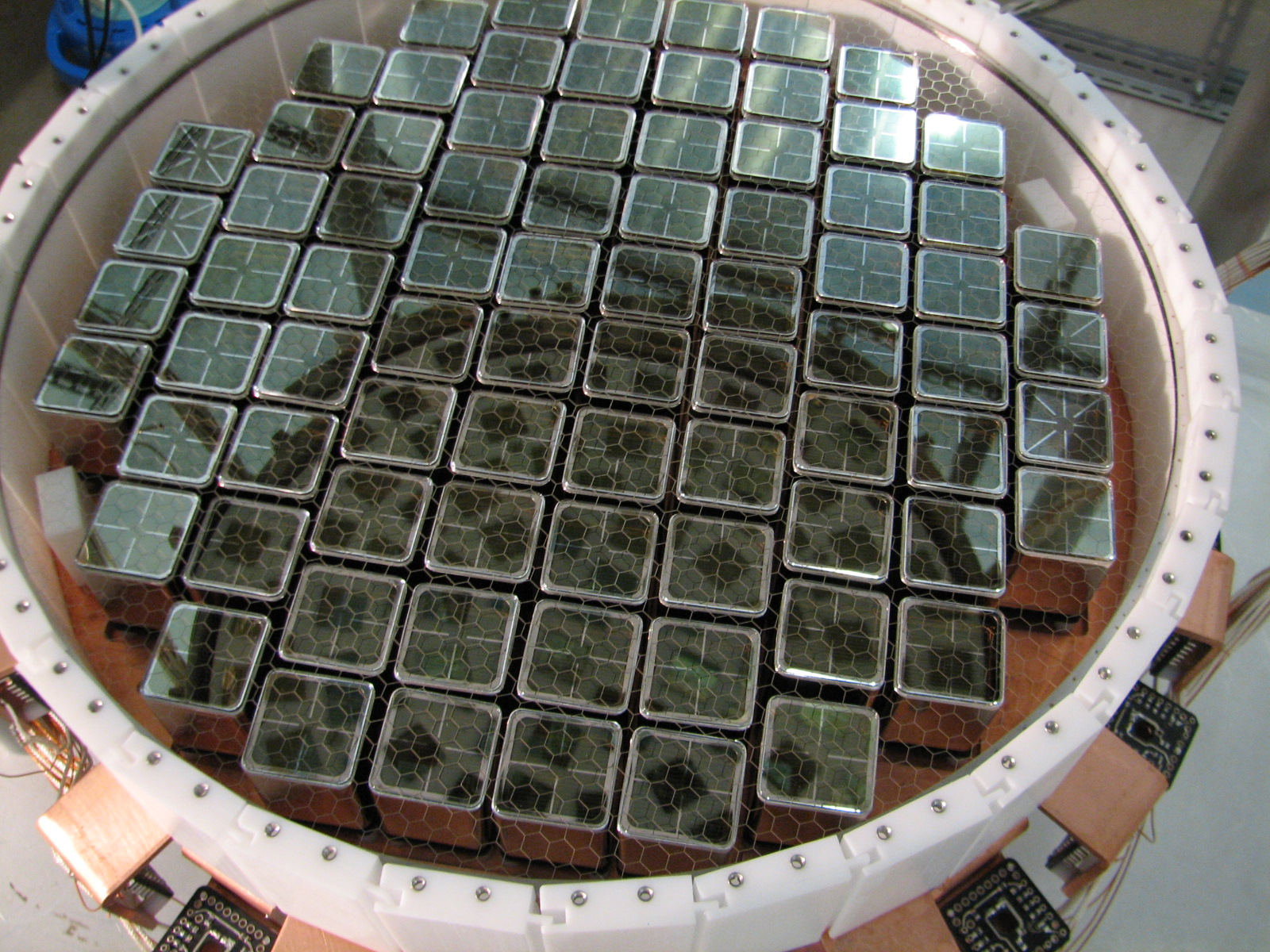
Unterer PMT array von XENON100 mit 80 PMTs. Die PMTs sind so angeordnet, dass die eine möglichst große Fläche abdecken.

In der zweiten Phase XENON100 werden daher 150 kg flüssiges Xenon verwendet, was eine etwa 50-mal höhere Sensitivität ergibt. Der Detektor wurde im Februar 2008 in Betrieb genommen. Das im Juli 2012 veröffentlichte Limit ist mit 2 × 10−45 cm2 für WIMP-Massen von 55 GeV/c2 bei 90 % confidence level das zurzeit stärkste Limit auf den WIMP-Nukleon Wirkungsquerschnitt.

### XENON1T
Von Mitte 2013 bis November 2015 wurde das Folgeprojekt XENON1T aufgebaut. Hier sind 3500 kg flüssiges Xenon im Einsatz, von denen die inneren 2000 kg der Suche nach dunkler Materie dienen. Mit dem Experiment soll der untersuchte Parameterraum bis zu einem Streuquerschnitt von 2 × 10−47 cm2 bei einer WIMP Masse von 100 GeV/c2 ausgedehnt werden. Im Mai 2017 wurden erste Ergebnisse veröffentlicht, basierend auf Detektordaten von November 2016 bis Januar 2017. Es wurde kein Signal dunkler Materie gefunden, die gesetzten Ausschlussgrenzen sind besser als die besten vorherigen Grenzen von LUX.
Als am 17. Juni 2020 ein Überschuss in der Zählrate des Detektors mitgeteilt wurde, gab es die Hoffnung diesen durch solare Axionen oder Axion-ähnliche Teilchen zu erklären, möglichen Kandidaten für die Dunkle Materie. Durch die Erweiterung des Experimentes (neue Bezeichnung XENONnT) u. a. durch eine Erhöhung der Xenonmenge, konnte gezeigt werden, dass die Signale eher durch Spuren radioaktiven Tritiums zustande kamen.

## Beteiligte Universitäten und Laboratorien

### XENON10
- University of Columbia, USA
- Brown University, USA
- Rice University, USA
- Case Western Reserve University, USA
- RWTH Aachen, Deutschland
- Yale University, USA
- Lawrence Livermore National Laboratory, USA

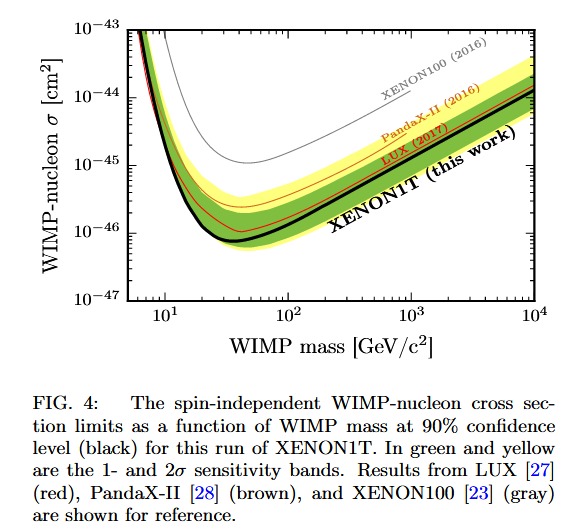
Obere Grenze für spinunabhängigen WIMP-Nukleon Wirkungsquerschnitt aus den bisherigen (Nov. 2017) Daten des XENON1T Experiments

- Laboratori Nazionali del Gran Sasso, Italien
- Universität Coimbra, Portugal

### XENON100
- University of Columbia, USA
- Rice University, USA
- Universität Zürich, Schweiz
- Laboratori Nazionali del Gran Sasso, Italien
- Universität Coimbra, Portugal
- University of California, USA
- Purdue University, USA
- Weizmann-Institut für Wissenschaften, Israel
- NIKHEF, Niederlande
- SubaTech, Frankreich
- Universität Münster, Deutschland
- Max-Planck-Institut für Kernphysik, Deutschland
- Jiaotong-Universität Shanghai, China
- Johannes Gutenberg-Universität Mainz, Deutschland

### XENON1T
- University of Columbia, USA
- Rice University, USA
- Universität Zürich, Schweiz
- Laboratori Nazionali del Gran Sasso, Italien
- Universität Bologna, Italien
- Universität Coimbra, Portugal
- University of California, Los Angeles, USA
- University of California, San Diego, USA
- Purdue University, USA
- Weizmann-Institut für Wissenschaften, Israel
- NIKHEF, Niederlande
- SubaTech, Frankreich
- LAL, IN2P3, Orsay, Frankreich
- Universität Münster, Deutschland
- Albert-Ludwigs-Universität Freiburg, Deutschland
- Max-Planck-Institut für Kernphysik, Deutschland
- Johannes Gutenberg-Universität Mainz, Deutschland